# 阮咸

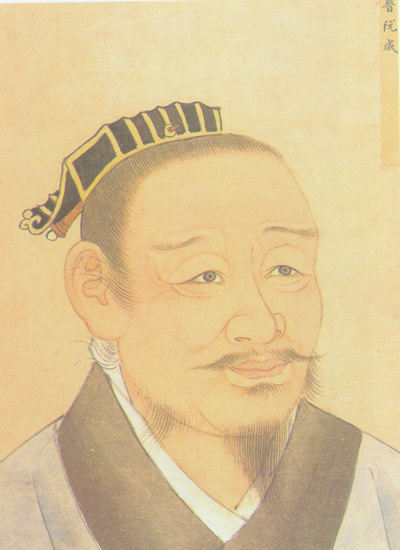
清宫南薰殿珍藏晋阮咸画像

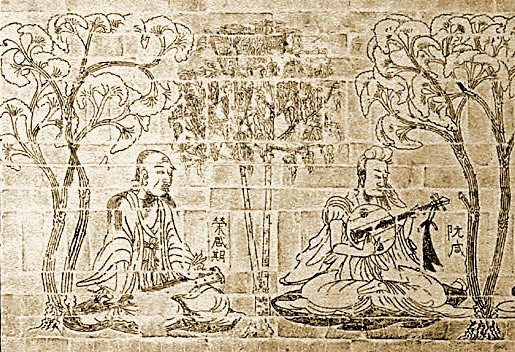
南京西善橋東晉南朝墓墻磚画上的阮咸（右）與榮啟期（左）形象

阮（？—？），字仲容，陳留尉氏人，阮籍之侄。魏、晉時竹林七賢之一。官至始平太守，人稱阮始平。

## 事跡

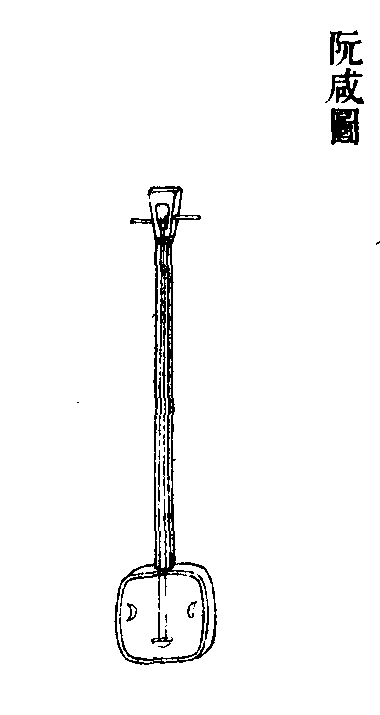
樂器“阮咸”

阮咸出生於三國曹魏前期，在竹林七賢中僅比王戎年長。阮咸為人“任達不拘”，年少時與其姑母家的鮮卑婢女私通。阮咸之母去世後，姑母將遠行，起初答應留下此婢，臨行時又將她帶走。守孝中的阮咸得知，穿著孝服，借客人的驢子急追姑母。追得後，阮咸騎一驢載著婢女共返，說：“肚子裏的孩子可不能丟掉！”。因此為世人所譏。後來此婢生得一子，阮咸寫信給姑母說：“胡婢遂生胡兒。”姑母回信答道：“《魯靈光殿賦》曰：『胡人遙集於上楹。』可字曰『遙集』也。”此兒即阮孚。
阮咸嗜酒，尤其與族侄阮脩意氣相投。阮咸曾與族人聚飲，不用酒杯，而將酒盛在大甕中，幾人圍坐在甕前對飲。此時有一群豬也來尋酒，阮咸便直接與豬群共飲。
按照魏晉時風俗，七月七日，阮氏各族都將華貴的衣物拿出來晾曬。唯獨阮咸在庭院裏掛了一條布犢鼻褌。有人問他何故，答曰：“未能免俗，聊復爾耳。”
西晉初年，阮咸出仕為散騎侍郎。山濤舉薦其為吏部郎，評之曰“清真寡慾，萬物不能移也”、“若在官人之職，必妙絕於時”。晉武帝因阮咸所為多違禮法，改用陸亮。阮咸由散騎侍郎出任始平太守後病逝，《晉書》本傳則謂其“以壽終”，大約卒於晉武帝末年。無著作傳世。

### 音樂造詣
阮咸妙解音律，時人謂之“神解”。漢、魏之際，宮廷音律典章亡佚殆盡。晉初，武帝命中書監荀勗依古法調奏律呂，以正雅樂。事成後，阮咸認為荀勗所製樂器聲高而悲，不合典制，應是當時的尺與古代的尺長度不同所致。。荀勗不悅，藉故遷阮咸為始平太守，遠離洛陽。後來有古代銅尺出土，果然比荀勗製造樂器所用的尺長4分。
阮咸善彈琵琶。據說他改造了漢代流行的“秦琵琶”，與從西域傳入的曲項琵琶不同。這種琵琶大約為銅質、直項、長頸，有13柱。唐人在阮咸墓中發現了這種琵琶，不識其名，因稱其為“阮”。一說因其器形類似阮咸所彈琵琶而得名，後世簡稱為阮，是月琴、秦琴的前身。南京西善橋東晉南朝墓出土的磚印模畫“竹林七賢與榮啟期”、北京故宮博物院所藏三國吳青釉陶倉上的阮咸便是彈奏琵琶的形象。
南朝宋人顏延之作《五君詠》詩，其中詠阮始平一詩云：
仲容青雲器，實稟生民秀。達音何用深，識微在金奏。郭弈已心醉，山公非虛覯。屢薦不入官，一麾乃出守。
白居易作《和令狐仆射小饮听阮咸》
掩抑复凄清，非琴不是筝。还弹乐府曲，别占阮家名。
古调何人识，初闻满座惊。落盘珠历历，摇佩玉铮铮。
似劝杯中物，如含林下情。时移音律改，岂是昔时声。

## 家族
- 曾祖父：阮敦
- 祖父：阮瑀，字瑜，漢司空記室。建安七子之一。
- 父：阮熙，魏武都太守，阮籍兄。
- 叔：阮籍
- 子：
  - 阮瞻，字千里，阮咸長子。官至太子舍人。三十歲而卒。
  - 阮孚，字遙集，阮咸次子。歷仕太子中庶子、侍中、吏部尚書、丹陽尹。卒年四十九。